# Castrofilippo

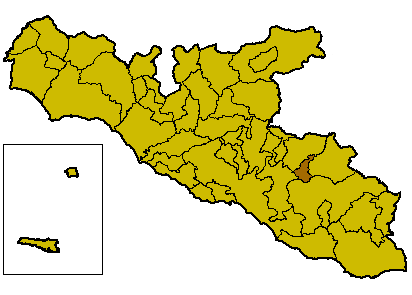
Ubicació de Castrofilippo dins de la província

Castrofilippo (sicilià Castrufilippu) és un municipi italià, dins de la província d'Agrigent. L'any 2008 tenia 3.104 habitants. Limita amb els municipis de Canicattì, Favara, Naro i Racalmuto.

## Administració
| Període | Identitat          | Partit        |
| ------- | ------------------ | ------------- |
| 2006-   | Salvatore Ippolito | Llista cívica |